# G8 ex-Prusse
Les locomotives à vapeur de la série G8 étaient des machines à quatre essieux moteurs couplés de la classe des 040. Ce furent les premières machines de ce réseau à être équipées de la « surchauffe » et ce fut une des premières applications des principes de Robert Garbe. Avec leur charge de 14 tonnes par essieu, elles étaient très adaptées pour la remorque de train de marchandises sur des voies faiblement armées. 

## Histoire de la locomotive de la photo

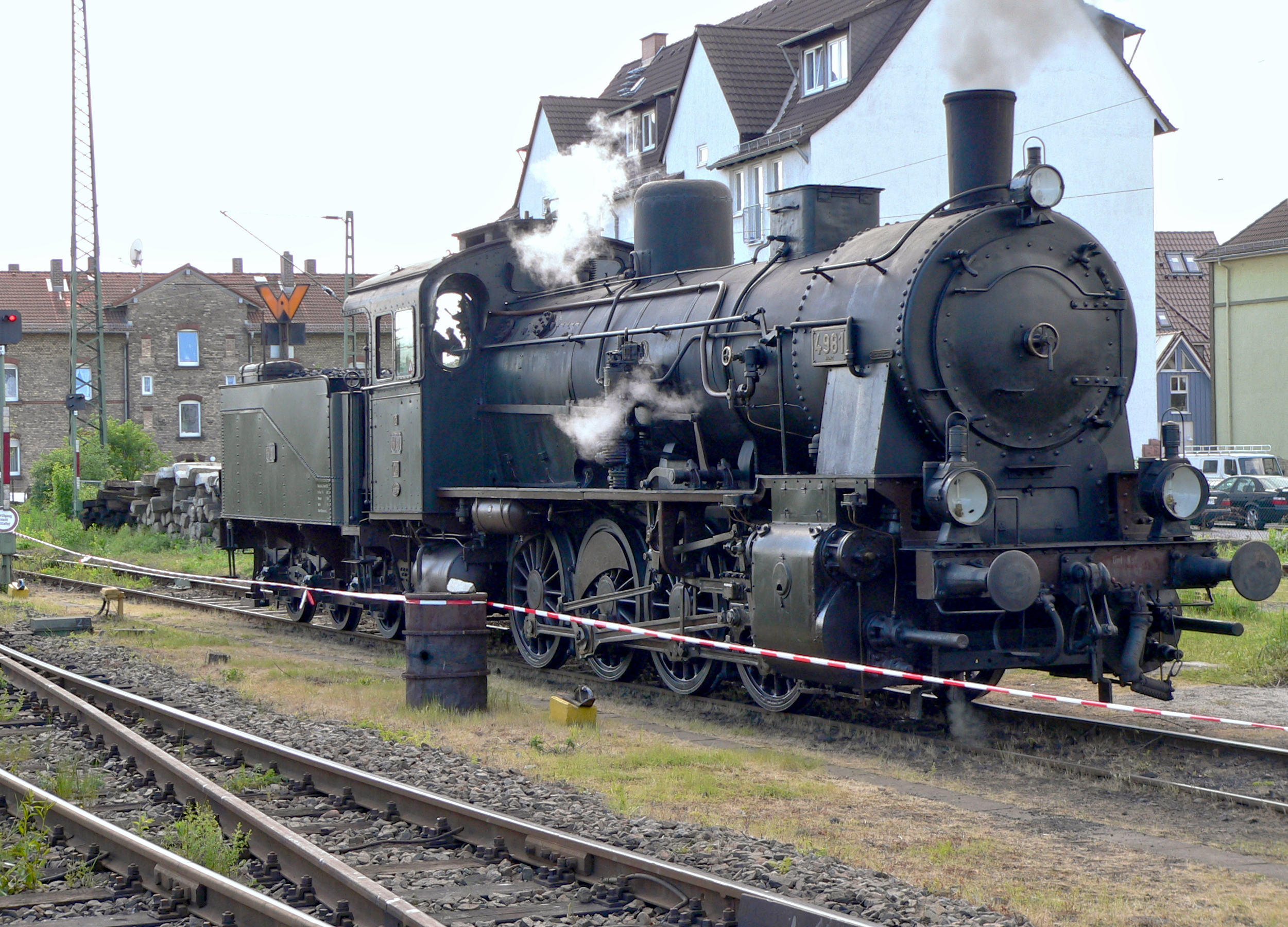
La G8 4981 Mainz restaurée en livrée des KPEV

Le cas de la G8 qui figure en illustration ci-contre est assez exceptionnel. Construite en 1913, elle fut durant la Première Guerre mondiale affectée aux Chemins de fer de Bagdad en Turquie alors en construction. Après cette guerre, elle fut récupérée par les Chemins de fer turcs (TCDD) où elle portait le numéro 44079. En 1987, la locomotive encore en état de marche, fut amenée en Allemagne. Restaurée dans son état d'origine, portant la livrée des KPEV avec son numéro initial 4981, elle est désormais propriété du musée ferroviaire de Darmstadt-Kranichstein.

## Genèse

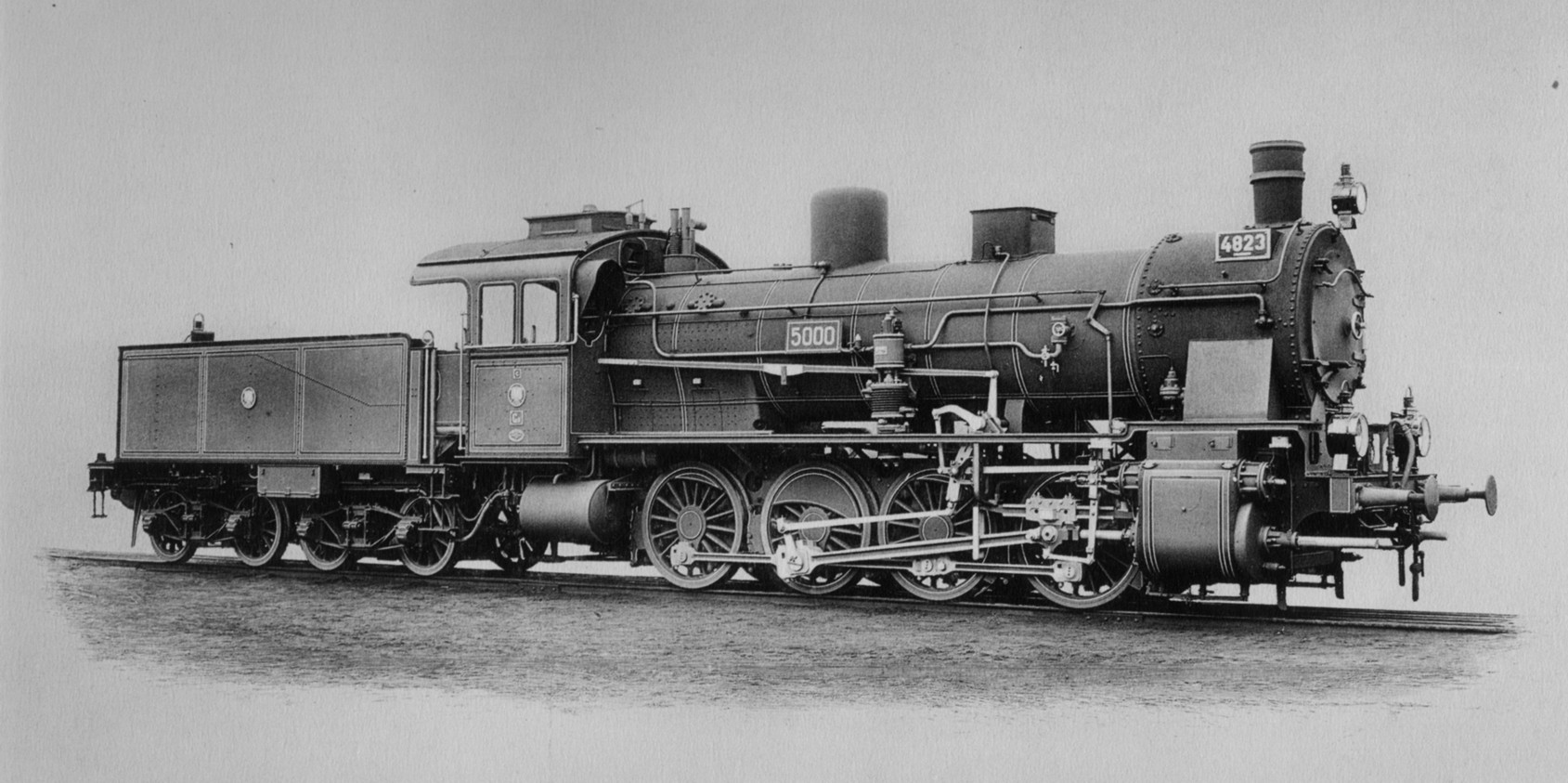
Photographie du constructeur Orenstein & Koppel de la 4823 Bromberg munie d'un tender à bogies.

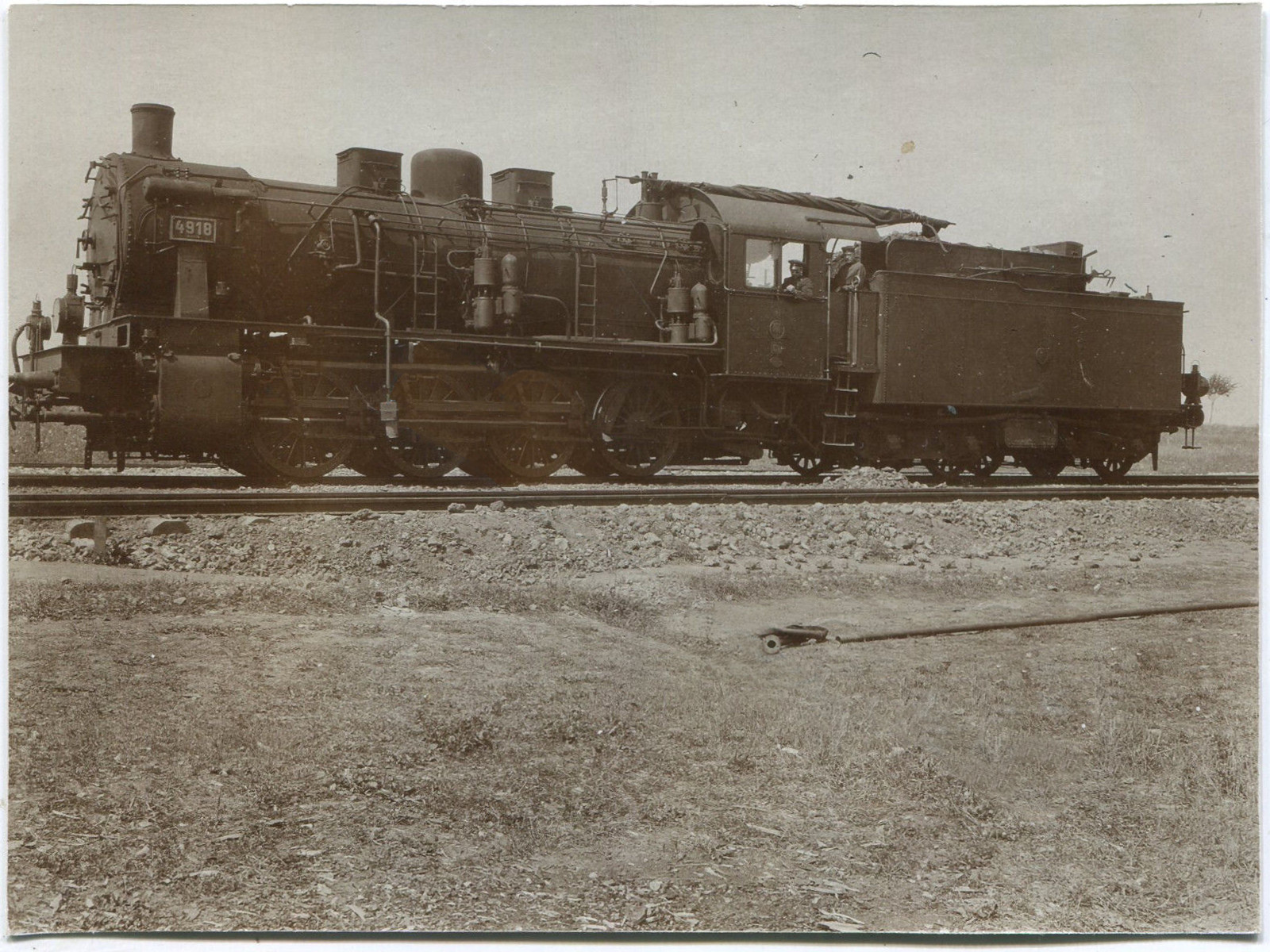
Une G8 plus tardive dont l'aspect se rapproche de celui des G8.1.

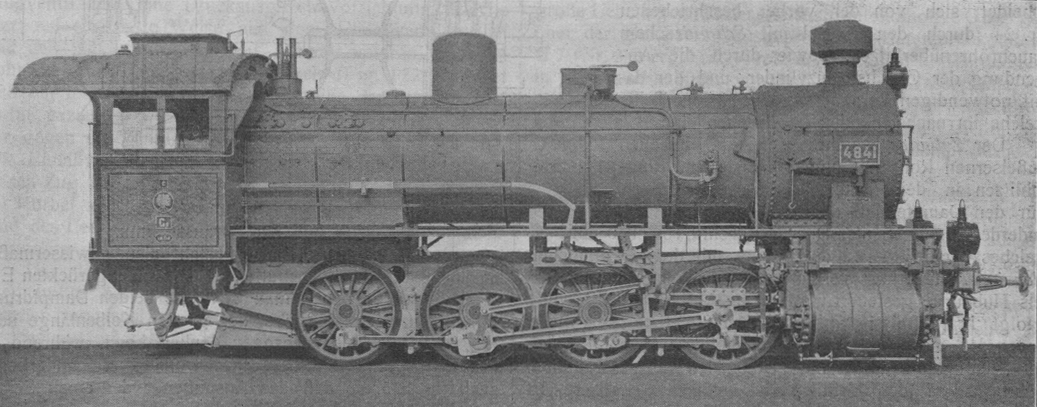
G8 expérimentale, système Stumpf.

En 1900, les Chemins de fer du royaume de Prusse (KPEV) possèdent deux séries majeures de locomotives à vapeur pour trains de marchandises lourds et lents :
- les G7.1 à quatre roues motrices de 1,250 m et à deux cylindres simple expansion ;
- les G7.2 identiques aux précédentes mais de système compound à deux cylindres.

En plus de ces deux séries produites par centaines depuis le milieu des années 1890, l’État prussien exploite également 17 G7.3 (de disposition 140, dérivées des G7.2) tandis que les trains moins lourds ou plus rapides sont confiés à des G5 de disposition 130 ou aux G3 et G4 de disposition 030 dont la production n'avait pas encore pris fin. Face à l'alourdissement des trains de marchandises dans le contexte d'industrialisation massive de l'Allemagne. Robert Garbe, ingénieur en chef chargé de la traction aux KPEV, avait expérimenté en 1898 le surchauffeur inventé par Wilhelm Schmidt sur deux locomotive pour express série S3 (de) et une P4.1 (de). Il entrevoit la possibilité de construire des locomotives plus puissantes grâce au gain d’efficience que fournit la vapeur surchauffée.
En 1902, les premiers lots de locomotives prussiennes produites en série sont mis en service. Il s'agit de trois nouveaux modèles, les S4 pour trains express, les P6 pour trains de passagers et trains de marchandises rapides et les G8 pour trains de marchandises lourds. Le modèle P6 est le seul à ne pas être l'évolution d'un type existant ; en ce qui concerne la G8, elle reprend de nombreux aspects de la G7.1 dont l'empattement, mais s'en distingue par des roues de 1,350 m, permettant de rouler à 50 puis 55 km/h. La chaudière, de 1 501 mm contre 1 530 sur une G7.1 est dotée d'un surchauffeur placé dans la boîte à fumées sur les 153 G8 produites jusqu'en 1906 ; elles se reconnaissent à leur boîte à fumée plus longue où la cheminée est positionnée très en arrière, à cheval sur un "chapeau" semi-cylindrique. Appliqué en raison de soucis rencontrés sur les deux premiers prototypes, le surchauffeur de boîte à fumée se montre en pratique décevant par ses performances et en raison des avaries qu'il entraîne. Les exemplaires suivants utiliseront un surchauffeur constitué de 21 longs tubes insérés sur 3 rangées entre les tubes de vapeur de la chaudière et les G8 d'origine encore en service seront converties de la sorte dans les années 1920. En dehors du type de surchauffeur, des variantes existent au niveau des dimensions des cylindres et du foyer (plus étroit sur les premières), du châssis (certaines, plus récentes, ont des longerons plus hauts sans couvre-roues comme sur les G8.1) mais aussi quant à l'application du frein à air (Knorr ou Westinghouse) et même de la forme de l'abri. Douze G8 ont été construites avec une distribution à soupapes Lentz et dix avec le système Stumpf à flux continu.
Entre 1902 et 1913, la production des G7 s'élève à 1055 exemplaires réalisés par les firmes suivantes :
- Vulkan Werke de Stettin (348 locomotives) ;
- Hanomag de Linden, Hanovre (296) ;
- Schichau à Elbing (296) ;
- Henschel de Cassel (74) ;
- Elsässische Maschinenbau-Gesellschaft de Grafenstaden (35) ;
- Orenstein & Koppel de Berlin (6).

## Description
Ces Eight Wheel disposaient d'un moteur à deux cylindres à simple expansion et la distribution était du type « Heusinger ». Le foyer était un foyer de type « Crampton » à grille rectangulaire et interne aux longerons. L'échappement était fixe de type « Allemand » avec une cheminée étroite et cylindrique. La porte de la boîte à fumées était en saille.
Une variante plus puissante, mais également plus lourde fut développée, avec une charge par essieu de 17 tonnes : appelée dans un premier temps « G8 renforcée », elle est surtout connue sous la dénomination de G8.1.

## Utilisation et services
Après la Première Guerre mondiale, un certain nombre de G8 fut attribué au titre des prestations d'armistice comme réparations de guerre à certains pays vainqueurs. Sur les 1054 unités construites, 656 machines furent récupérées par la Deutsche Reichsbahn (DRG) à sa création en 1924. Elles furent classées dans la série 55.16-22. En Allemagne, les dernières machines de cette série furent réformées en 1965 par la DR en République démocratique allemande et en 1971 par la DB en République Fédérale d'Allemagne.

## Les G8 en Belgique
L'arrivée d'Allemagne des G7, G8 et G8.1 modifie fortement les pratiques des Chemins de fer de l'État belge dont la flotte avant-guerre n'était composée que de 030, les plus récentes dotées de grandes roues afin de pouvoir également tracter des trains de voyageurs. Leur carrière sera néanmoins écourtée par rapport à celle des G8.1.
Au lendemain de la Première Guerre, 71 ou 72 G8 sont prises en effectif, une paille en comparaison des 583 G8.1 mais ces locomotives également dotées de la surchauffe se montreront pratiques à l'usage, notamment eu égard à leur capacité à circuler sur des infrastructures trop faibles pour les G8.1. Affectées à des dessertes dans les zones fortement industrialisées des bassins de Liège et de Charleroi, aux manœuvres lourdes et à certaines dessertes locales (ligne 39 vers Plombières, carrières raccordées aux lignes de l'Entre-Sambre-et-Meuse, etc.), les type 80 sont partagées entre les remises de Renory (Liège), Monceau (Charleroi), Mariembourg, Herbesthal, Pepinster et Piéton. Vers 1923, elles sont toutes regroupées dans la région de Charleroi (Monceau, Luttre et Piéton). À partir de 1924, des type 80 sont mutées au dépôt de Hasselt afin d'être employées sur des trains de charbon extrait des nouvelles mines du bassin de Campine et expédié par bateau d'abord via l'ancien canal puis via le canal Albert. Les locomotives de Hasselt tracteront aussi des trains de voyageurs, vers Eisden, Maaseik et Lanaken mais aussi vers Hamont et Herentals, atteignant Maastricht et même Flémalle-Haute.
Une première G8 aurait été radiée au cours de la période 1926-1928, probablement à la suite d'un accident.
Le contingent des remises de Piéton puis Luttre sera soit muté soit mis hors service au cours des années 1930 tandis que les premières radiations débutent en raison de la concurrence simultanée des type 81 et de locomotives plus légères. En 1937, il ne reste que 36 type 80 à l'inventaire mais seule une dizaine est encore réellement utilisée, principalement à Hasselt qui ne dispose alors pas de type 81. Leurs type 80, dont l'utilisation décroit, seront employées sur les lignes secondaires vers Maastricht et Maaseik. Toutes sont retirées du service avant la fin de l'année 1939 sauf la 8032 qui sera mutée à Bruges au début de l'occupation puis envoyée en Allemagne en décembre 1941. Faisant partie des locomotives rapatriées en Belgique après la défaite de l'Allemagne, son mauvais état entraîne son garage en réparation différée au cours du quel elle reçoit (sur papier) le numéro 80.001 avant d'être formellement radiée en 1948.

## Les G8 en France

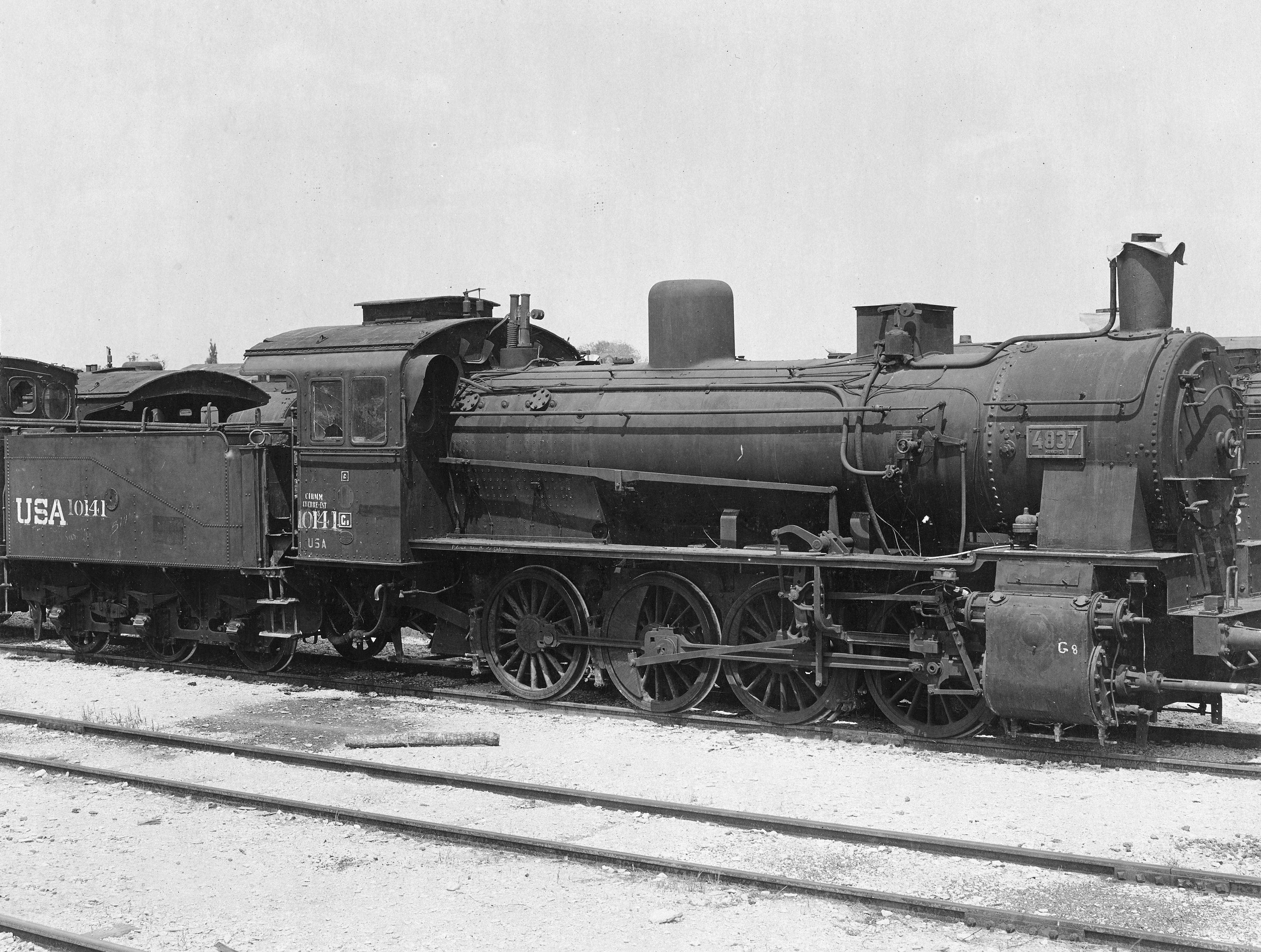
La 4837 Hannover à Is-sur-Tille en juin 1919 portant alors des marquages américains ainsi que ceux de la CIRM.

### G8 5380 à 5389 et 5391 à 5393 (AL)
L’Administration des chemins de fer d'Alsace et de Lorraine (AL) exploitera 13 G8 provenant des Chemins de fer prussiens.
- Les dix premières machines (n° 5380 à 5389) ont été attribuées à l’AL au titre des prestations d'armistice. Leur date de construction s'échelonne de 1907 à 1913 et leur origine géographique est très variée.
- Les trois dernières sont des locomotives abandonnées par les Allemands en Alsace-Lorraine, considérées comme prises de guerre. Les 5391 et 5392 appartenaient à la direction prussienne de Sarrebruck et la 5393 à celle de Mayence. Elles avaient été construites toutes les trois par les ateliers Vulkan Werke, les deux premières en 1906 et la dernière en 1909.

Dès leur affectation à l'AL, ces locomotives ont été placées dans les mêmes roulements que les G8.1, mais elles ont été réformées rapidement, en 1934. Les versions divergent à propos du destin de ces locomotives après 1934. Il est possible qu'elles aient toutes été mises à la ferraille ou que certains exemplaires, voire l’entièreté de la série, aient été revendus aux chemins de fer turcs, lesquels exploitaient déjà des G8 venues d'Allemagne durant la guerre,. 

### Série 11 S n° 4801 à 4831 (EST)
Ces locomotives furent attribuées à la Compagnie des chemins de fer de l'Est au titre des prestations d'armistice à la suite de la Première Guerre mondiale. Elles furent classées série 11 S 4801 à 4831 en se basant sur l'ancienneté des machines. Elles circulèrent sur toutes les lignes faiblement armées de la compagnie en tête de trains légers de marchandises. À la création de la SNCF elles furent réimmatriculées : 1-040 C 801 à 831. En 1941 21 d'entre elles furent cédées au chemin de fer Syrie-Liban (Damas-Hama et prolongements). Les 4 dernières survivantes en France furent réformées au printemps 1951.

### 4.572 à 4.598 (NORD)
Ces 27 locomotives furent attribuées à la Compagnie des chemins de fer du Nord au titre des prestations d'armistice à la suite de la Première Guerre mondiale. Elles circulèrent sur toutes les lignes faiblement armées de la compagnie en tête de trains léger de marchandises. À la création de la SNCF elles furent réimmatriculées : 2-040 C 1 à 27.
En 1939, l'ensemble de la série rejoint les 21 040 C entre 801 et 831 sur le Damas-Hama et prolongements.
Les dix locomotives utilisées par le Chemin de Fer de l'Etat Libanais (huit ex-Nord et deux ex-Est) existent toujours en mauvais état à Rayak et Tripoli tandis que la 44059 turque, ex 4.578 Nord, était toujours visible en 2007 à Çankırı.

## Les G8 au Liban

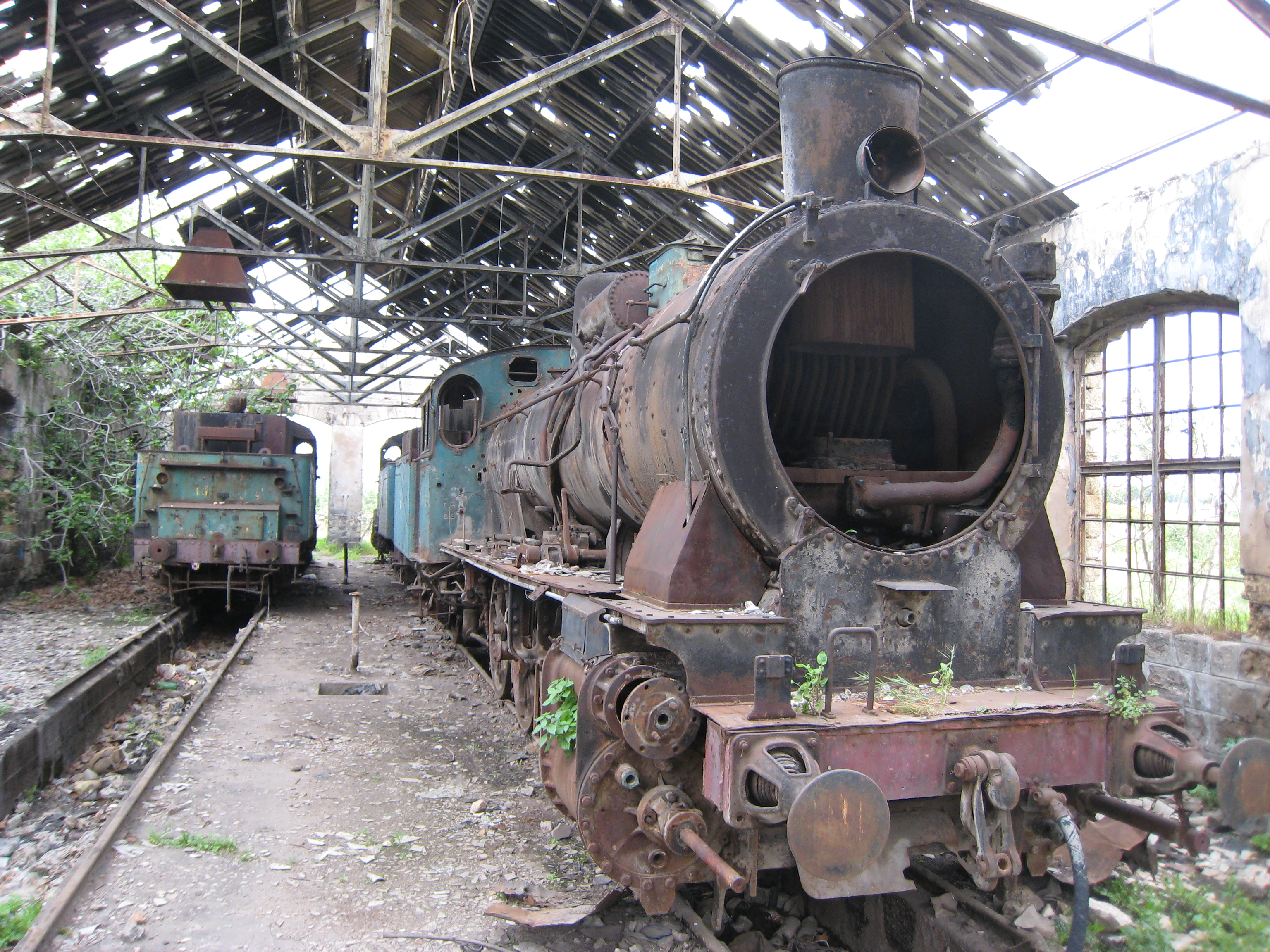
Trois G 8, dont la 109 (ex-Nord 4.586), au dépôt de Tripoli.

La société, sous domination française, du Chemin de fer de Damas-Hama et prolongements (ex Société ottomane du chemin de fer de Damas-Hama et prolongements) posséda en tout 48 G 8, ex SNCF, qui lui auraient été vendues en 1939,. Cette série comprendrait 21 exemplaires des Chemins de fer de l'Est et tous les exemplaires des Chemins de fer du Nord. Un exemplaire est déjà mis à la ferraille en 1945.
Après la dissolution du DHP, 10 exemplaires (dont 8 ex Chemins de fer du Nord) se retrouvèrent au Liban, 25 en Syrie et au moins 5 en Turquie (l'origine de 23 autres G 8 turques reste incertaine). Le destin des 7 locomotives restant est inconnu.
Le Chemin de Fer de l'Etat Libanais (CEL) les numérota 101 à 110. Plusieurs exemplaires roulaient encore dans les années 1970 et possédaient encore des tampons et portes de boîte à fumée "Nord". En 2020, l'ensemble de la série existe encore, à l'abandon.
De nombreuses locomotives ex DHP, dont six G 8, trônent depuis 1976, au dépôt de Rayak (Riyaq), et quatre autres G 8 sont également visibles dans le dépôt en ruines de Tripoli.

## Les G8 en Turquie

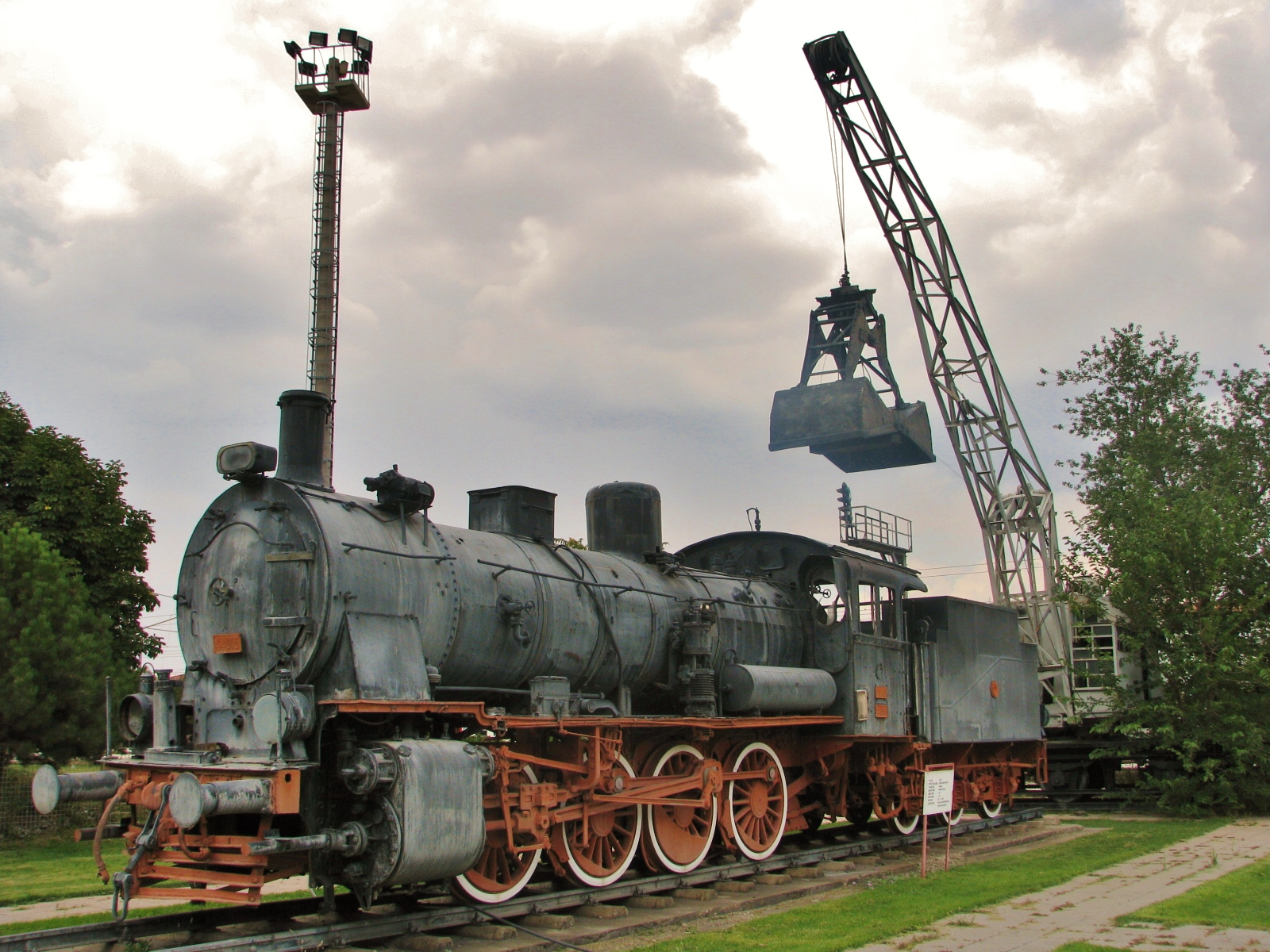
La 44015 exposée en monument à Ankara.

Les Chemins de fer de l'État de la République de Turquie (TCDD) ont possédé 83 G8 d'origine diverse, numérotées 44001 à 44083.
Les 47 premières étaient des G8 prussiennes fournies par l'Allemagne à la Turquie comme aide militaire durant la Première Guerre mondiale ;
En 1924, la Société ottomane du chemin de fer Smyrne Cassaba et prolongements (de) (SCP) fit construire par Linke-Hoffman (de) neuf G8 plus modernes, dotées d'une cabine de G8.1. Après la nationalisation du SCP en 1934, elles ont été renumérotées 44048 à 44056.
Dans les années 1940, la Turquie acquiert au moins cinq G8 (ex SNCF) de la Société ottomane du chemin de fer de Damas-Hama et prolongements. Elles sont numérotées 44057 à 44061.
L'origine des 44062 à 44083 est méconnue. Cette série comprendrait :
- quelques locomotives du réseau ferroviaire d'Alsace-Lorraine qui auraient, selon certaines sources, été vendues à la Turquie en 1934[11],[10] ;
- des locomotives fournies aux Chemins de fer ottomans d'Anatolie (de) (CFOA) et au Chemin de fer Berlin-Bagdad pendant la Première Guerre mais non renumérotées dans la série 44001-44047, origine avérée pour la 44079 désormais préservée en Allemagne ;
- des locomotives d'origine diverse (ex-Prusse voire SNCF) utilisées au préalable en Syrie ou sur des compagnies privées turques.

Aux 44001 à 44083 s'ajoutent des 040 construites en 1909 Henschel et en 1913 par Maffei (44103 à 44108) pour les CFOA et neuf locomotives plus proches des G8.1, construites par Henschel en 1913 pour les Chemins de fer Orientaux (CO) numérotées 44501 à 44509.
Les dernières G8 turques étaient encore en service dans les années 1980. Il resterait un maximum de 8 exemplaires en Turquie :
- les 44015, 017, 019[20], 041, 062[21] et 071[22] sont préservées dans des musées ou exposées dans plusieurs gares.
- les 44043, 055, 059 et 069, à l'abandon, étaient toujours visibles dans les années 2000/2010.

## Tenders
Les tenders qui leur étaient accouplés étaient de 4 types :
- soit des tenders à 3 essieux contenant 12 m3 d'eau et 5 t de charbon immatriculés :
4801 et 4802, 4804 à 4815 et 4817 à 4820 à l'Est puis : 1-12 B 801 et 802, 804 à 815 et 817 à 820
- soit des tenders à bogies contenant 15 m3 d'eau et 5 t de charbon immatriculés :
4816 et 4821 à 4826 à l'Est puis : 1-15 A 816 et 821 à 826
- soit des tenders à bogies contenant 16 m3 d'eau et 5,6 t de charbon immatriculés :
4827 à 4831 à l'Est puis : 1-16 A 827 à 831
- soit un tender toujours à bogies mais contenant 21,5 m3 d'eau et 7 t de charbon immatriculé :
4399 à l'Est puis : 1-21 E 399

## Caractéristiques
- Pression de la chaudière : 12 kg/cm2
- Surface de grille : 2,25 m2
- Surface de chauffe : 139 m2
- Surface de surchauffe : 40,4 m2
- Diamètre et course des cylindres : 600 mm × 660 mm
- Diamètre des roues motrices : 1 350 mm
- Masse à vide : 50 t
- Masse en ordre de marche : 57,3 t
- Masse adhérente : 57,3 t
- Longueur hors tout : 10,545 m
- Vitesse maxi en service : 55 km/h
- Puissance développée : 1 100 ch